# Acantharea
Acantharea é um pequeno grupo de [cromista]]s do filo Radiolaria que se distinguem principalmente por causa dos seus esqueletos.

## Estrutura
Os esqueletos são compostos por cristais de sulfato de estrôncio, que não fossilizam e tomam a forma de dez espinhos diametrais ou de vinte radiais. A cápsula central é composta de microfibrilhas organizadas em vinte placas. Cada uma das placas apresenta um buraco através do qual se projecta um espinho e apresenta também um córtex microfibrilhar ligada aos espinhos por fibras denominadas mionemas. Estas ajudam à flutuação, juntamente com os vacúolos do ectoplasma que por vezes contêm Zooxantelas.

## Classificação
A classe Acantharea está subdividida nos seguintes táxones:
- Subclasse Holacanthia
  - Ordem Holacanthida
    -       - Género Acanthochiasma
      - Género Acanthocyrtha
      - Género Acanthospira
      - Género Acanthocolla

  - Ordem Plegmacanthida
    -       - Género Acanthoplegma
- Subclasse Euacanthia
  - Ordem Symphiacanthida
    - Família Astrolithidae
      - Género Astrolonche
      - Género Heliolithium
      - Género Astrolithium
      - Género Acantholithium

    - Família Amphilithidae
      - Género Amphilithium
      - Género Amphibelone

    - Família Pseudolithidae
      - Género Pseudolithium
      - Género Dipelicophora

    - Família Haliommatidae
      - Género Haliommatidium

  - Ordem Chaunacanthida
    - Família Gigartaconidae
      - Género Gigartacon
      - Género Stauracon
      - Género Heteracon

    - Família Conaconidae
      - Género Conacon

    - Família Stauraconidae
      - Género Stauracon

  - Ordem Arthracanthida
    - Subordem Sphaenacantha (sete famílias)
    - Subordem Phyllacantha (três famílias)

### Classificação de acordo com a disposição dos espinhos
A disposição dos espinhos é muito precisa e é determinada pela denominada lei de Müller. A forma mais clara de descrição é em termo de linhas de latitude e longitude. Os espinhos ocorrem nas intersecções entre cinco linhas de latitude, simétricas sobre o equador e ioto de longitude, espaçadas uniformemente. Cada linha de longitude leva dois espinhos "tropicais" ou um espinho "equatorial" e dois polares, que se vão alternando. A maneira como os espinhos se unem entre si no centro da célula varia conforme as espécies e esta é uma das características primárias de classificação utilizada neste grupo de organismos.
- Holacanthida - espinhos diametrais, simplesmente cruzados.
- Symphyacanthida - espinhos radiais, com bases livres.
- Chaunacanthida - espinhos radiais, com bases articuladas.
- Arthracanthida - espinhos radiais, com bases piramidais agrupadas.